# 인형연극
인형연극은 인형을 매개체로써 연극에 활용하는 극 형태를 말한다.
넓게는 인형극의 일부로 보기도 하지만 배우 위주이고 인형은 보조 역할을 한다는 점에서 인형극과 구분하기도 한다.

## 같이 보기
- 인형극
- 연극